# Château de Gatine
Le château de Gatine est un château situé à Fougeré, en France.

## Localisation
Le château est situé dans le département français de Maine-et-Loire, sur la commune de Fougeré, au sud du village.

## Historique
L'édifice est inscrit au titre des monuments historiques en 1995.